# Quaranjavirus
Quaranjavirus (veraltet Quarjavirus) ist eine Gattung umhüllter RNA-Viren in der Virusfamilie Orthomyxoviridae. Das Genom ist einzelsträngige segmentierte RNA negativer Polarität. Im Allgemeinen gibt es sechs Genom-Segmente.
Die Typusart ist das Quaranfil-Virus (wissenschaftlich Quaranfil quaranjavirus), sowie u. a. die Art Johnston-Atoll-Virus (wissenschaftlich Johnston Atoll quaranjavirus). Weiter vorschlagsmäßige Mitglieder sind das Cygnet-River-Virus, das Lake-Chad-Virus, das Wellfleet-Bay-Virus und das Tyulek-Virus.
Quaranjaviren befallen hauptsächlich Arthropoden und Vögel.
Allerdings wurde mit Quaranfil quaranjavirus im März 2015 das einzige Mitglied der Gattung gefunden, das nachweislich (auch) Menschen infiziert.
Die Quaranfil- und Johnston-Atoll-Viren werden von Zecken zwischen Wirbeltieren übertragen und ähneln darin Mitgliedern der Gattung Thogotovirus aus derselben Virusfamilie.

## Forschungsgeschichte
Das Quaranfil-Virus wurde erstmals 1953 in Ägypten aus Menschen isoliert.
Das Johnston-Atoll-Virus und das Lake-Chad-Virus wurden erstmals 1964 respektive 1969 aus Vögeln isoliert.
Aufgrund des Aussehens der Viruspartikel (Virionen) unter dem Elektronenmikroskop schlugen H. G. Zeller und Kollegen 1989 vor, sie als Arenaviren einzustufen.
Dies wurde jedoch vom International Committee on Taxonomy of Viruses (ICTV) nicht akzeptiert.
2009 schlugen Rachel Presti und Kollegen auf der Grundlage von Sequenzdaten und der Struktur der Viruspartikel vor, die drei Virusspezies als eine neue Gattung von Orthomyxoviren mit dem ursprünglichen Namen Quarjavirus einzustufen.
In der Folge wurden weitere Kandidaten als Gattungsmitglieder vorgeschlagen.
2012 wurde die Gattung dem ICTV 2012 offiziell unter dem Namen Quaranjavirus
vorgeschlagen und 2013 von dieser Stelle formell bestätigt.

## Etymologie
Das Quaranfil-Virus ist nach Quaranfil (arabisch قَرَنْفيل, zu deutsch „Nelke“) benannt, einem Dorf in der Nähe von Kairo (Ägypten), von wo das Virus erstmals isoliert wurde.
Das Johnston-Atoll-Virus ist nach dem Johnston-Atoll im Pazifik benannt, ebenfalls von wo das Virus zuerst isoliert wurde.
Der Gattungsname kombiniert die Wortteile „Quaran“ mit den Initialen „ja“ für Johnston-Atoll.

## Aufbau

Schemazeichnung eines Virusteilchens (Gattungen Thogotovirus und Quaranjavirus, Querschnitt)

Die Viruspartikel (Virionen) von Quaranjavirus sind umhüllt und kugelförmig (sphärisch), eiförmig (ovoid) oder variabel geformt
und hat einen Durchmesser im Bereich von 80–120 nm.
Das Virion enthält etwa zehn ribosomenähnliche Granula, ein Merkmal wie man es von den Arenaviren her kennt.

Genom von Quaranjavirus

Das einzelsträngige RNA-Genom ist linear und segmentiert (multipartit), im Allgemeinen mit sechs Segmenten von 0,9 bis 2,4 kb und einer Gesamtgröße von etwa 11,5 kb. Das Wellfleet-Bay-Virus hat ein siebtes Segment von 519 Nukleotiden.
Das Genom kodiert für sechs oder – beim Wellfleet-Bay-Virus – sieben Proteine.
Die PA-, PB1- und PB2-Untereinheiten des trimeren RNA-Polymerase-Enzyms werden wie bei anderen Orthomyxoviren von den drei größten Segmenten (1–3) kodiert.
Segment 5 kodiert das Hüllglykoprotein (GP).
Die Segmente 4 und 6 kodieren Proteine mit unbekannter Funktion, vorläufig dem viralen Nukleoprotein bzw. dem Matrixprotein zugeordnet.
Segment 7 des Wellfleet-Bay-Virus kodiert ein zusätzliches Protein mit unbekannter Funktion.
Das Quaranjavirus-Glykoprotein weist keine Ähnlichkeit mit den Influenzavirus-Glykoproteinen (Hämagglutinin und Neuraminidase) auf, es weist stattdessen einige Ähnlichkeiten mit dem gp64-Glykoprotein von Baculoviren auf, die Insekten infizieren,
sowie mit dem Glykoprotein von Thogotoviren, einer von Zecken übertragenen Gattung der Orthomyxoviren.

## Vermehrungszyklus
Der Replikationszyklus des Quaranfil-Virus dauert etwa 24 bis 36 Stunden, was mit den Thogotoviren vergleichbar, aber langsamer als bei den Influenzaviren ist.

## Wirtsspektrum und ausgelöste Krankheiten
Quaranjaviren infizieren sowohl Arthropoden als auch Wirbeltiere. Die häufigsten Arthropodenwirte sind Arten der Lederzecken (Familie Argasidae) mit weichem Körper.
Die meisten Mitglieder der Quaranjaviridae können im Labor keine Mücken (Moskitos) infizieren.
2015 wurden jedoch mehrere neue Mitglieder der Gattung vorgeschlagen, die auf RNA-Sequenzen von Mücken, Fliegen, sowie anderen Insekten und der Spinne Neoscona (Echte Radnetzspinnen oder Araneidae) stammen.
Die häufigsten Wirbeltierwirte sind Wasservögel, die in Kolonien nisten, einschließlich Tölpel, Seeschwalben und Reiher.
Das Cygnet-River-Virus und das Wellfleet-Bay-Virus sind mit einer häufig tödlich verlaufenden Krankheit bei Zucht- und Wildentenarten in Verbindung gebracht worden, mit Symptomen wie Durchfall (Diarrhoea) und Lethargie.
Die meisten getesteten Gattungsmitglieder können unter Laborbedingungen auch Mäuse infizieren; sie verursachen schwere Erkrankungen, die häufig tödlich verlaufen.
Das Quaranfil-Virus ist das bislang einzige Mitglied der Gattung, von dem nachgewiesen wurde, dass es Menschen infiziert. Die Infektion scheint im Allgemeinen asymptomatisch (ohne Krankheitssymptome) zu sein, wurde aber gelegentlich mit leichtem Fieber in Verbindung gebracht.

## Systematik

### Innere Systematik

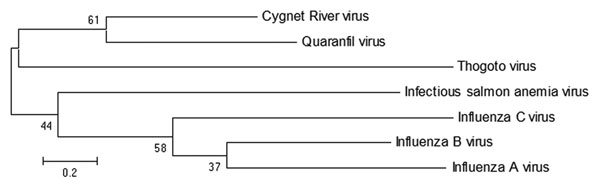
Phylogenetischer Baum mit Quaranfil-Virus, Cygnet-River-Virus und einer Auswahl von Orthomyxoviren, basierend auf dem Matrixprotein

Mit Stand 30. März 2024 gibt es zwei vom International Committee on Taxonomy of Viruses (ICTV) bestätigte Spezies:
- Gattung Quaranjavirus
  - Spezies Quaranjavirus araguariense mit
    - Araguari-Virus (ARAV)

  - Spezies Quaranjavirus chadense mit
    - Tschadsee-Virus (alias Lake-Chad-Virus, englisch Lake Chad virus, LKCV)[16]

  - Spezies Quaranjavirus johnstonense mit
    - Johnston-Atoll-Virus  (englisch Johnston Atoll quaranjavirus, JAV)

  - Spezies Quaranjavirus quaranfilense (ehem. Typusspezies) mit
    - Quaranfil-Virus (englisch Quaranfil quaranjavirus, QRFV)

  - Spezies Quaranjavirus tyulekense mit
    - Tyulek-Virus (alias Tjuloc-Virus, englisch Tyulek virus, Tjulok virus, russisch Тюлёк вирус, TLKV)[7][17][18]

  - Spezies Quaranjavirus wellfleetense mit
    - Wellfleet-Bay-Virus (englisch 'Wellfleet Bay virus, WFBV)[19]

Etliche weitere Arten oder Stämme, die mit dem Johnston-Atoll-Virus am engsten verwandt sind, wurden anhand von RNA-Daten aus einer Reihe von Arthropoden identifiziert.
Das NCBI kennt folgende weitere Kandidaten (Stand 30. März 2024), darunter:
- Spezies: „Guadeloupe mosquito quaranja-like virus 1 – 3“
- Spezies: „Jingshan Fly Virus 1“ (JsFV-1)
- Spezies: „Jiujie Fly Virus“
- Spezies: „Longchuang virus“
- Spezies: „Sanxia Water Strider Virus 3“ (SxWSV-3)
- Spezies: „Shayang Spider Virus 3“ (SYSV-3)
- Spezies: „Shuangao Insect Virus 4“ (ShiV-4)
- Spezies: „Soybean thrips quaranja-like virus 1 – 4“
- Spezies: „Wuhan Louse Fly Virus 3“ (WhLFV-3)
- Spezies: „Wuhan Louse Fly Virus 4“ (WhLFV-4)
- Spezies: „Wuhan Mosquito Virus 3“ (WHMV-3)
- Spezies: „Wuhan Mosquito Virus 4“ (WHMV-4)
- Spezies: „Wuhan Mosquito Virus 5“ (WHMV-5)
- Spezies: „Wuhan Mosquito Virus 6“ (WHMV-6)
- Spezies: „Wuhan Mosquito Virus 7“ (WHMV-7)
- Spezies: „Wuhan Mothfly Virus“
- Spezies: „Zambezi tick virus 1“ (ZaTV-1)

Bei NCBI als Mitglieder der Orthomyxoviridae, nicht aber als (sichere) Mitglieder von Qaranjavirus gelten folgende Arten bzw. Stämme (englisch strains):
- Spezies: „Cygnet-River-Virus“ („Cygnet River virus“, CyRV)

### Äußere Systematik
Die folgende Graphik zeigt die Stellung der Gattung Quaranjavirus innerhalb der Ortomyxoviridae:

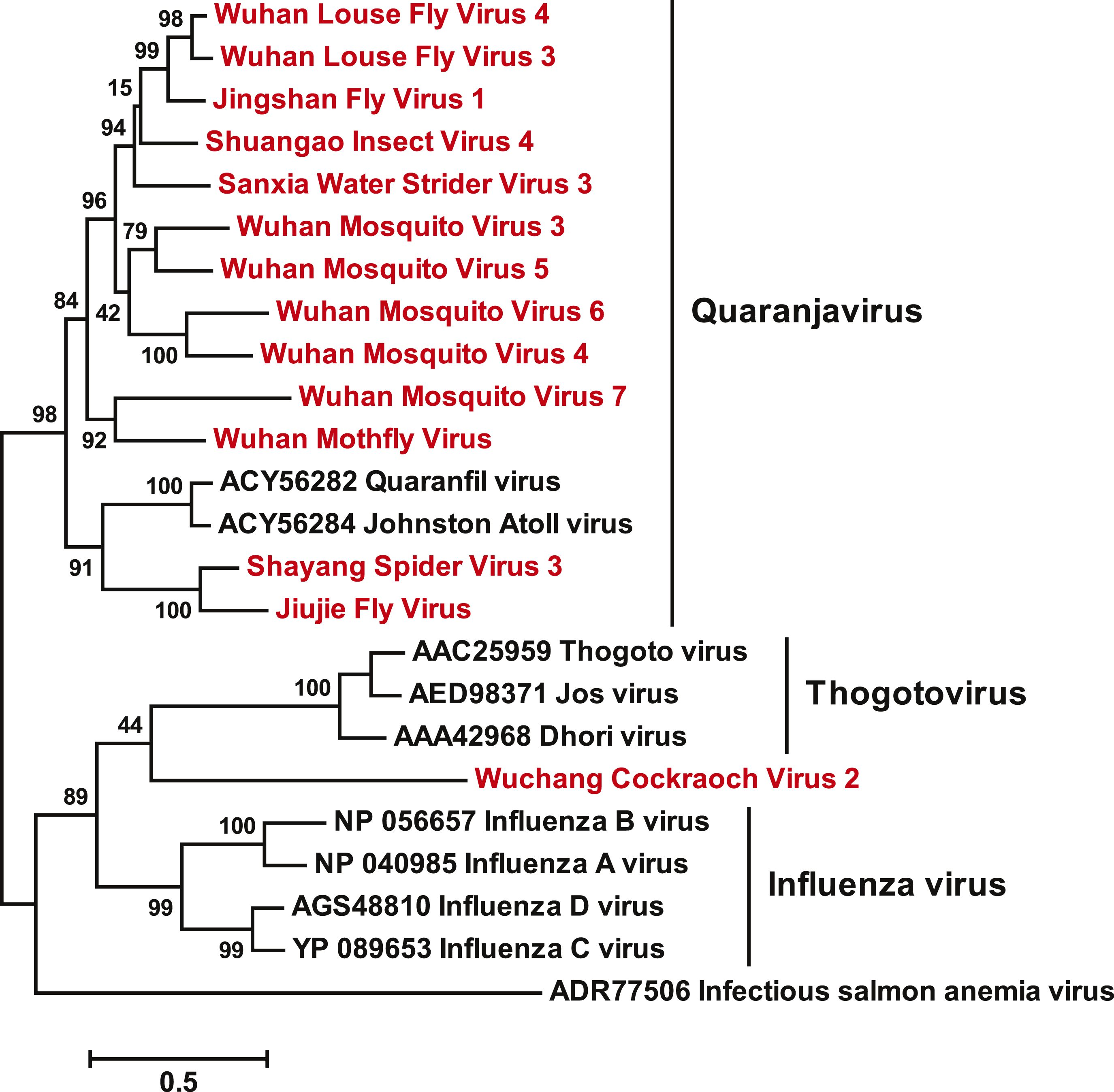
Phylogenetischer Baum mit Quaranfil-Virus, Johnston-Atoll-Virus, vorgeschlagenen Arthropodenvirus-Linien (rot) und einer Auswahl anderer Orthomyxoviren

## Detailbeschreibungen
Einige Daten sind in der folgenden Tabelle zusammengefasst:
| Spezies/Linie  | RNA-Segmente | Durchmesser (nm) | Vektoren            | Wirbeltier-Wirte               | Verbreitung           | Referenz    |
| -------------- | ------------ | ---------------- | ------------------- | ------------------------------ | --------------------- | ----------- |
| Cygnet River   |              |                  |                     | Moschusente                    | Australien            | [ 6 ]       |
| Johnston-Atoll |              | 165–200          | Ornithodoros-Zecken | Huhn, Maus                     | Australasien, Pazifik | [ 4 ] [ 5 ] |
| Tschadsee      |              |                  |                     | Maus, Dotterweber (Webervögel) | Afrika                | [ 4 ]       |
| Quaranfil      | ≥6           | 100 oder 137–156 | Argas-Zecken        | Maus, Mensch, Seevögel         | Afrika, Asien         | [ 4 ] [ 5 ] |
| Tyulek         | 6            |                  | Argas-Zecken        |                                | Asien                 | [ 7 ] [ 8 ] |
| Wellfleet Bay  | ≥7           | 90–110           |                     | Eiderente                      | Nordamerika           | [ 8 ]       |

Die Typusspezies ist fett dargestellt.

### Quaranjavirus quaranfilensemit Quaranfil-Virus und verwandte Spezies oder Linien
Das Quaranfil-Virus wurde ursprünglich 1953 in den Dörfern Quaranfil (arabisch قَرَنْفيل, zu deutsch „Nelke“) und Sindbis (auch Sindibis, arabisch سندبيس) in der Nähe von Kairo (Ägypten) bei zwei Kindern mit leichtem Fieber isoliert.
Bei etwa 8 % der in der Region beprobten Personen wurden Antikörper gegen das Virus nachgewiesen, obwohl keine weiteren Fälle von symptomatischen Erkrankungen gemeldet wurden.
Das geografische Verbreitungsgebiet des Virus ist breit, einschließlich Nigeria und Südafrika in Afrika; sowie Afghanistan, Irak, Iran, Kuwait und Jemen im Nahen Osten/Asien.
Das Virus wurde auch aus Seevögeln und Lederzecken (Zecken mit weichem Körper) wie Argas arboreus isoliert
Es wurde gezeigt, dass das Virus zwischen Wirbeltieren durch Zecken übertragen wird.
Im Labor verursacht es auch bei Mäusen schwere Erkrankungen.

### Cygnet-River-Virus undQuaranjavirus wellfleetensemit Wellfleet-Bay-Virus
Das Cygnet-River-Virus wurde 2010 aus embryonierten Eiern (Eiern mit Embryo, englisch embryonated eggs) der Flugente (Cairina moschata) vom Cygnet River (Kingscote, Kangaroo Island, Australien), isoliert. Das Virus war für einen Ausbruch schwerer Krankheiten bei Zuchtenten verantwortlich.
Das Wellfleet-Bay-Virus wurde aus Eiderenten (Somateria mollissima) isoliert, die am Jeremy Point, Wellfleet Bay (Cape Cod, Massachusetts, USA), überwintern.
Das Virus wurde 2010 mit einem Ausbruch schwerer Krankheiten in Verbindung gebracht, und es wird vermutet, dass es 1998–2013 zu einer Reihe ähnlicher Ausbrüche durch das Virus kam.
Die beiden Linien sind eng miteinander verwandt und können Stämme derselben Virusspezies (Quaranjavirus wellfleetense) sein. Sie sind auch mit dem Quaranfil-Virus verwandt.

### Quaranjavirus chadensemit Tschadsee-Virus
Das Tschadsee-Virus (alias Lake-Chad-Virus) wurde 1969 von einem infizierten Webervogel (Dotterweber, wissenschaftlich Ploceus vitellinus) aus dem Tschadsee in Nigeria isoliert. Das Virus verursacht unter Laborbedingungen schwere Erkrankungen bei Mäusen. Es ist am nächsten verwandt mit dem Quaranfil-Virus.

### Quaranjavirus johnstonensemit Johnston-Atoll-Virus
Das Johnston-Atoll-Virus wurde erstmals 1964 aus Lederzecken der Spezies Ornithodoros capensis isoliert, die die braune Noddiseeschwalbe (Anous stolidus) von Sand Island im Johnston-Atoll im Pazifik befallen. Das Verbreitungsgebiet umfasst auch Hawaii, Australien und Neuseeland.
Es konnte gezeigt werden, dass das Virus zwischen Wirbeltieren durch Zecken übertragen wird. Im Labor verursacht es schwere Krankheiten bei Mäusen und Küken.

### Quaranjavirus tyulekensemit Tyulek-Virus
Das Tyulek-Virus (Tjulok virus, TLKV) wurde aus Lederzecken der Spezies Argas vulgaris – Zecken isoliert, die Vögel am Fluss Aksu in der Nähe des kirgisischen Dorfes Tyulek (auch Tjulok, russisch Тюлёк) befallen. Das Virus ist eng mit dem Quaranfil-Virus und dem Johnston-Atoll-Virus verwandt.

### Weitere Kandidaten
13 RNA-Sequenzen mit einer Sequenz-Übereinstimmung von 34–40 % zum Johnston-Atoll-Virus wurden in Insekten und Spinnen in China identifiziert. Zu den mutmaßlichen Wirten zählen:
- Neoscona nautica (Echte Radnetzspinnen, wissenschaftlich Aranidae)
- Pfefferfruchtfliege, wiss. Atherigona orientalis (Echte Fliegen, wiss. Muscidae: Atherigoninae)
- die orientalischen Latrinenfliegen Chrysomya megacephala (Schmeißfliegen, wiss. Calliphoridae) und Sarcophaga sp. (Fleischfliegen, wiss. Sarcophagidae)
- Stubenfliege, wiss. Musca domestica
- Stechmücken (wiss. Culicidae): Culex tritaeniorhynchus, C. quinquefasciatus und Anopheles sinensis
- die Mottenfliege Psychoda alternata (Schmetterlingsmücken, wiss. Psychodidae, englisch moth flies)
- Spezies der Lausfliegen, wiss. Hippoboscidae und allgemeiner der Hippoboscoidea
- weitere nicht identifizierte Arten der Familien Tabanidae (Bremsen), Gerridae (Wasserläufer) und Stratiomyidae (Waffenfliegen).[9]